# Landshut
Landshut é uma cidade da Baviera, na Alemanha. É a capital da região de Niederbayern. É banhada pelo rio Isar. Tem uma população de 60 156 habitantes (em 2003). Localiza-se a 48° 31' Norte, 12° 9' Este.

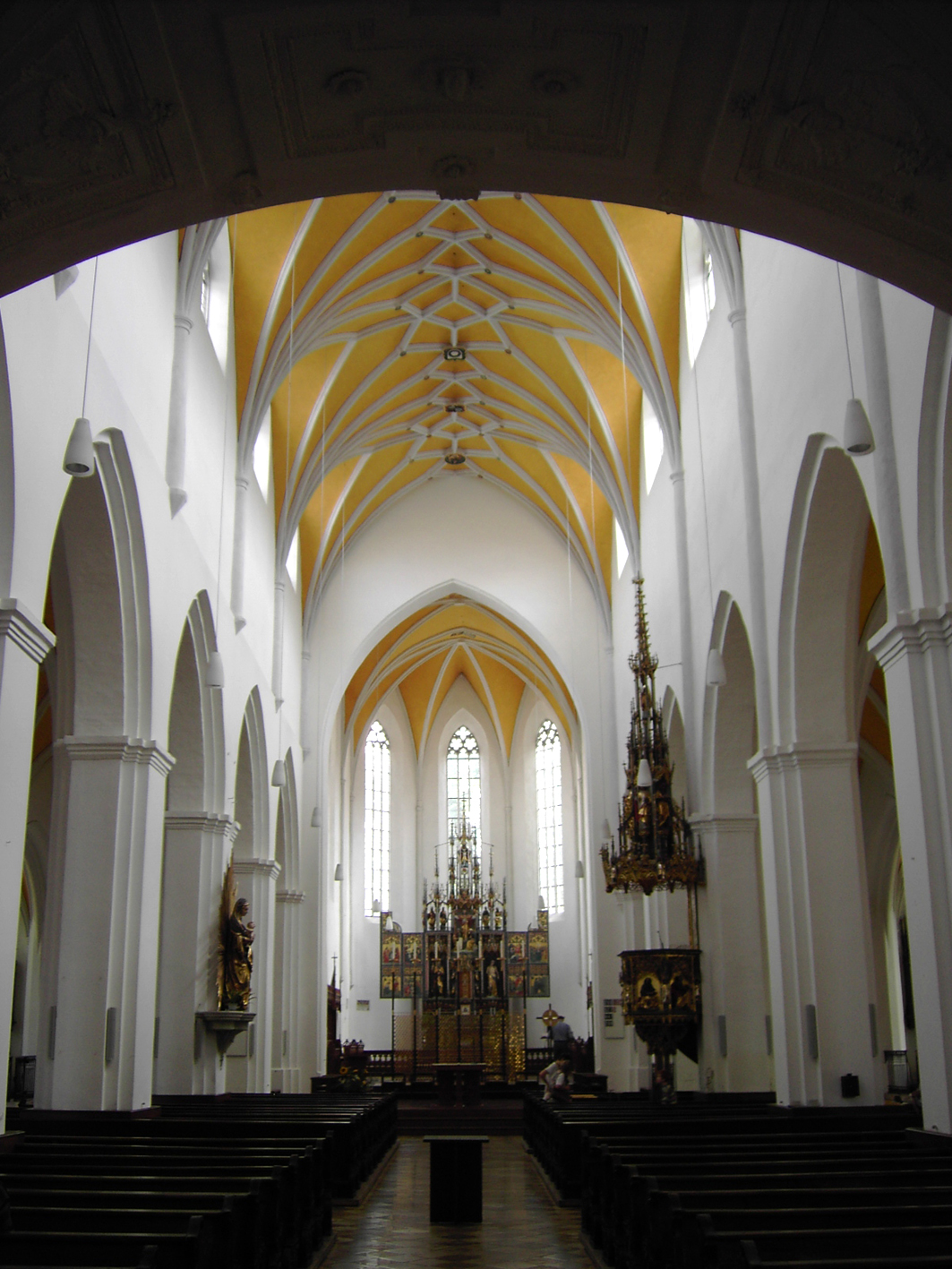
Igreja
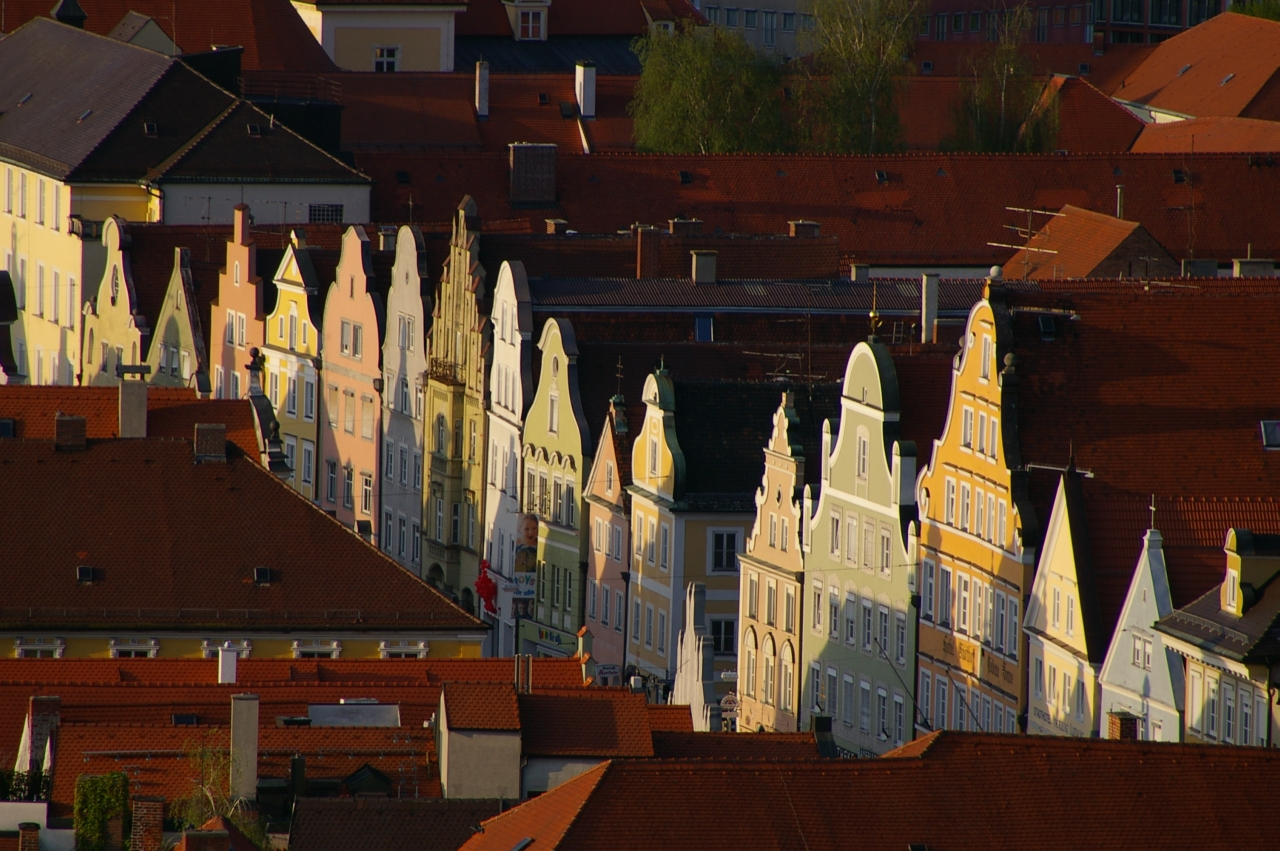
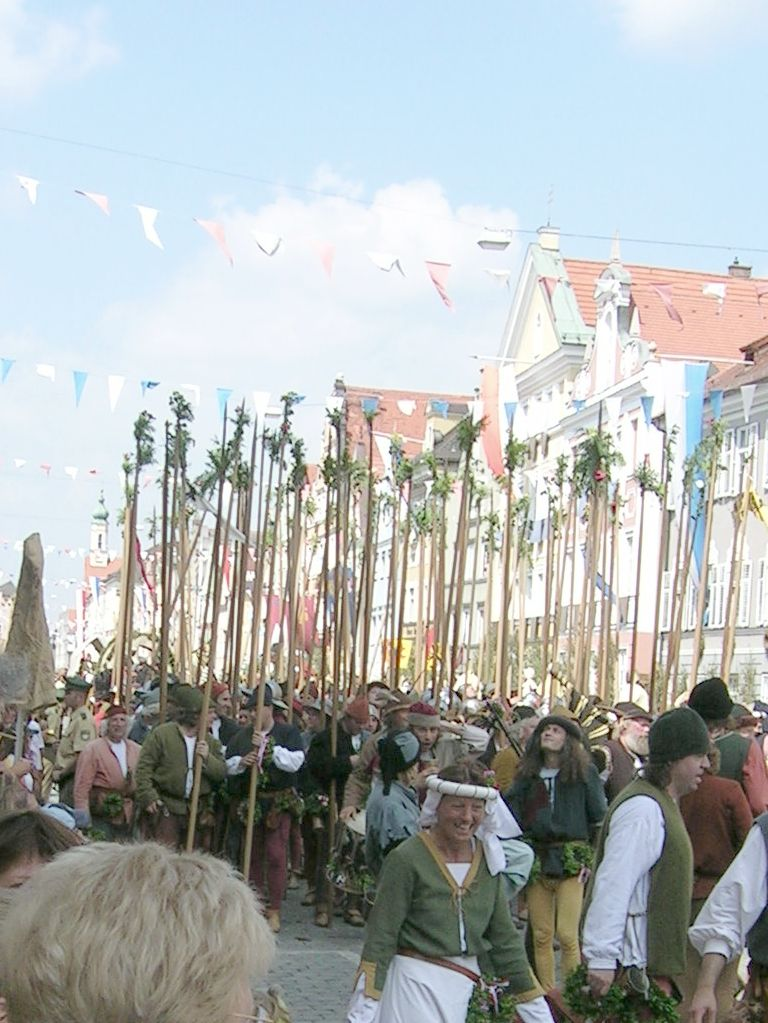
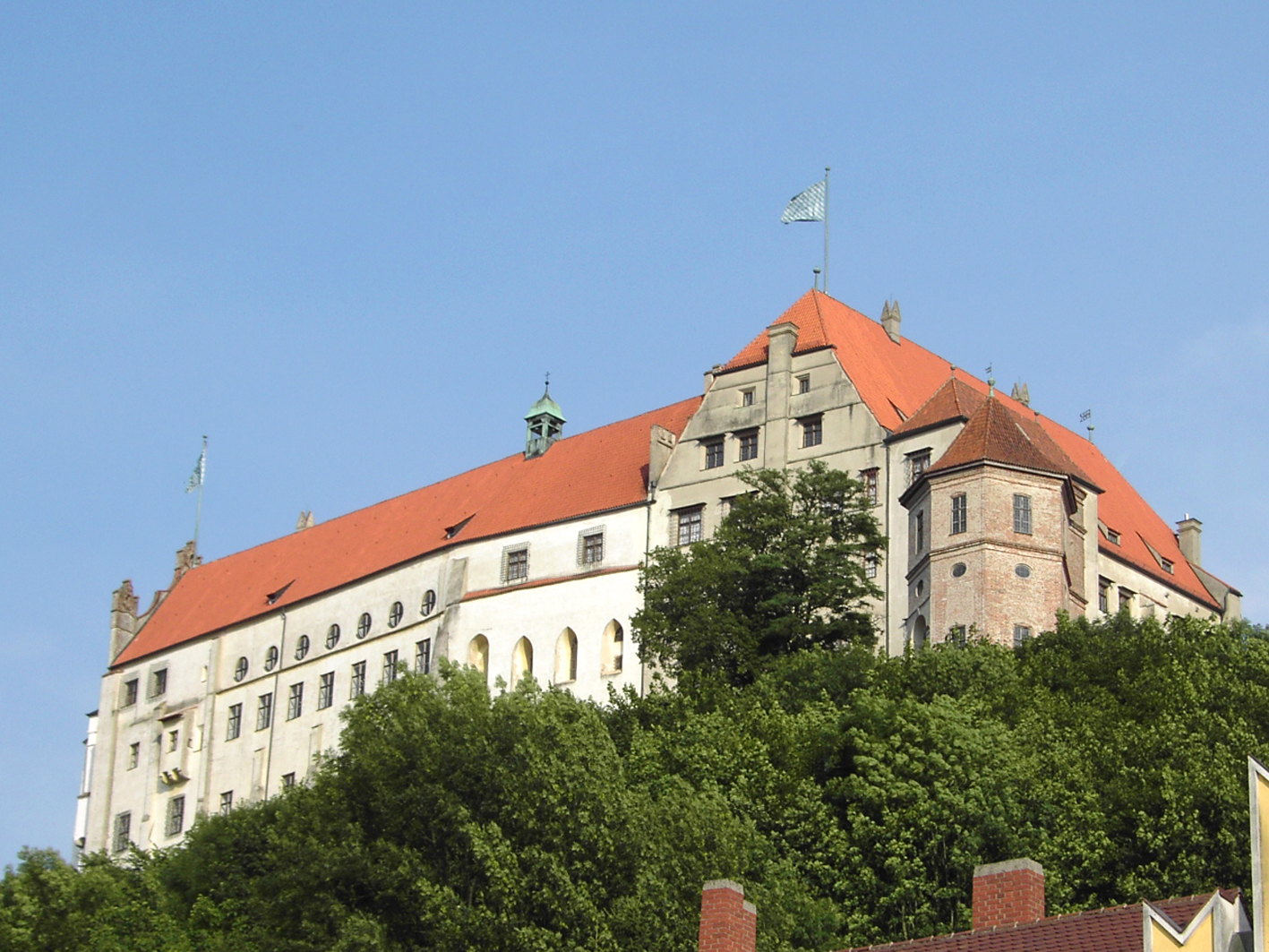
Castelo de Trausnitz